# Presidentens slott
Presidentens slott är ämbetssäte för Finlands president samt en av flera tjänstebostäder. Slottet är beläget vid Salutorget i stadsdelen Kronohagen i Helsingfors.

## Historia
Ursprungligen uppfördes byggnaden som handelshus, hyresbostäder och privatbostad för handelssläkten Heidenstrauch efter ritningar av Pehr Granstedt år 1814. 
Den första våningen var planerad för handeln och innehöll bland annat magasin, den andra våningen tillhörde släkten själv och den tredje hyrdes ut till rika tjänstemän. Kommerserådet J.H. Heidenstrauch var i början av 1800-talet den rikaste personen i Helsingfors.
Släkten Heidenstrauch hann bo i huset i 17 år. Senaten för Finland köpte byggnaden redan år 1837 och den blev en kejserlig residens. Köpet hade föregåtts av livliga diskussioner om var det kejserliga palatset skulle byggas, till exempel hade Skatuddens klippor och Observatorieberget nämnts i diskussionerna. Arkitekt Carl Ludvig Engel som planerade Helsingfors monumentala centrum hade velat bygga palatset antingen på Skatudden eller i västra delen av Esplanaden. Förslaget vann inte kejsarens stöd. Kejsaren gav order om att finna en billigare lösning än ett nybygge och gav order om att inlösa  handelshuset.
När upprustningen av byggnaden kommit igång 1843 hade arkitekten Carl Ludvig Engel varit avliden sen 1840, istället leddes arbetet (som tog två år) av hans son Carl Alexander Engel. Byggnaden kallades kejsarens palats i Helsingfors. Köket och personalens utrymmen förlades i den första våningen och den andra våningen blev den officiella. Här förlades kejsarinnans rum, en del av de kejserliga sovrummen och stora och lilla matsalen. Matsalarna öppnar sig uppåt till den tredje våningen. Den tredje innehöll kejsarens rum, uppgång till den optiska telegrafen på palatsets tak och en hemlig trappa till kejsarinnans sovrum.
Behovet av att utvidga palatset var stort. År 1906 utvidgades byggnaden efter ritningar av arkitekten Johan Jacob Ahrenberg. Då tillkom flera rum, bland annat Rikssalen.
Under första världskriget fungerade byggnaden som krigssjukhus och under den ryska revolutionen som högkvarter för det ryska soldat- och arbetarrådets exekutiva kommitté. Efter finska inbördeskriget år 1918 användes byggnaden av de tyska och de finska trupperna samt deras staber. Efter 1918 var palatset tänkt att bli kungligt slott för Finlands kung. Från detta började palatset kallas slott. En del av inredningen till kungligt slott hann också inledas, men när statsskicket blev republik såldes inredningen på Stockmann.  Mellan åren 1919 och 1921 användes den tredje våningen av utrikesministeriet. Sedan 1921 har byggnaden varit residens för republikens president. Då revs det ortodoxa kapellet och omvandlades till bibliotek. Kapellets inredning finns i Nationalmuseet.
Presidentens bostad fanns i slottet fram till 1940. Då donerades Ekudden som bostad för presidenten. Presidenterna Risto Ryti, C.G.E. Mannerheim bodde på Ekudden. President Paasikivi bodde däremot i slottet. President Urho Kekkonen bodde på Ekudden från 1956 till sin död 1986, då Ekudden blev museum. President Mauno Koivisto bodde också i slottet tills den nya bostaden Talludden blev klar. Presidenten kan själv bestämma vilken bostad som är i bruk.

## Rum och inredning
Slottet har ungefär 100 rum i tre olika våningar. Den första våningen innehåller arbetsrum för personalen och presidentens kansli samt kök och bastu. Den andra våningen är representationsutrymmen. Den tredje våningen har använts som presidentens privatvåning. De helt privata rummen är anspråkslösa tre rum och kök. 
Representationsvåningen innehåller:
- Rikssalen är slottets största rum. Här tar presidenten emot gästerna på självständighetsbalen. Middagar för diplomatkåren och festmiddagar för gästande statsöverhuvuden. Före 1918 användes salen som kejsarens tronsal. Salen byggdes 1907 för lantdagsreformen som krävde en större festsal för lantdagens festligheter. Arkitekt Ahrenberg planerade salen med S:t Georgssalen i Vinterpalatset som förebild.
- Matsalen är ett stort rum som används för trakteringen vid självständighetsbalen. Takmålningarna i det välvda taket har gjorts av Alexander Engel.
- Spegelsalen som har sitt namn av att den ena långväggen är försedd med speglar som ger illusionen av fönster. Salen användes tidigare som balsal och som tronsal innan Rikssalen byggdes.
- Salongen hette tidigare Gula salongen. Här tar presidenten emot delegationer och officiella gäster. Här ackrediteras också diplomater. Under ryska tiden kallades rummet kejsarinnas stora kabinett. Möblemanget kommer från St Petersburg. Det fanns tidigare i kejsarinnans våning. Parketten innehåller åtta olika träslag. De ursprungliga möblerna flyttades till Smolna under riksföreståndare Mannerheims tid.
- Presidentens arbetsrum där också presidentens traditionella nyårstal bandas.

I slottet finns också den gotiska salen, röda salongen, makarnas rum och biblioteket.
I slottet finns många konstverk av kända finländska konstnärer, bland andra Albert Edelfelt och Walter Runeberg. De flesta av konstverken har köpts under tiden 1850-1890 och tillhör de kejserliga samlingarna, som byggdes upp för att stöda de unga finländska konstnärerna. Möblerna går oftast i empirstil och blandas med en del nystilar som nyrokoko. Också nyrenessansen är väl företrädd i slottet genom föremål som flyttats från kejsarens residens i Villmanstrand. En del av de ursprungliga föremålen har också flyttats till Gullranda, Villa Bjälbo och Ekudden.

## Presidenter som bott i slottet
- Kaarlo Juho Ståhlberg
- Lauri Kristian Relander
- Kyösti Kallio
- Risto Ryti
- Juho Kusti Paasikivi
- Mauno Koivisto